# Jimmy Collinson
James „Jimmy“ Collinson (* 8. Februar 1876 in Prestwich; † März 1940 in Manchester) war ein englischer Fußballspieler.

## Karriere
Collinson spielte im lokalen Amateurfußball von Manchester, bevor er 1895 in die Football League Second Division zu Newton Heath kam. Bei seinem Debüt, einem 5:5-Unentschieden gegen Lincoln City erzielte er einen Treffer und war in der Folge der erste lokale Spieler bei Newton Heath, der regelmäßig zu Einsätzen in der Football League kam. Obwohl nicht einmal 170 cm groß, kam der beim Publikum extrem populäre Spieler zunächst als Verteidiger zum Einsatz, wurde auf dieser Position aber zum Ende der Saison 1895/96 durch den neu verpflichteten zukünftigen Mannschaftskapitäns Harry Stafford verdrängt und spielte in der Folgezeit für das Reserveteam.
Erst im Januar 1898 fand er wieder Berücksichtigung und spielte fortan als Halbstürmer, eine Position, auf der er gelegentlich für seinen Eigensinn kritisiert wurde, ihm aber seine herausragende Schusskraft zugutekam. Größter Erfolg seiner Zeit bei Newton Heath war der Gewinn des Lancashire Senior Cups 1898, als er im Goodison Park beide Treffer beim 2:1-Finalerfolg gegen die Blackburn Rovers erzielte. 1901 endete seine Zeit bei Newton Heath, ein Jahr vor der Umbenennung des Klubs in Manchester United.
Nach seiner Fußballkarriere verdiente Collinson seinen Lebensunterhalt als Glasbläser. Nachdem er seine Arbeit Anfang 1940 krankheitsbedingt verloren hatte, beging er kurz darauf Suizid.